# Rödspätta
Rödspättan (Pleuronectes platessa) är en fiskart i ordningen plattfiskar. Den kallas också rödspotta eller spätta.

## Utseende
Den har en rad av 4 till 7 knölar i en båge bakom ögonen, men sidorna är i övrigt släta. Ögonsidan är brun till gråaktig och har flera röda eller rödbruna fläckar. Blindsidan är vit. Rödspättan kan väga upp mot 7 kilogram, bli 1 meter lång och 50 år gammal. På grund av det intensiva fisket blir den dock sällan mer än 2–3 kilogram tung och 50 centimeter lång.

## Vanor
Den lever på mjuka bottnar på mellan 20 och 200 meters djup.
Dess föda består bland annat av snäckor, kräftdjur, borstmaskar, musslor och små fiskar som den främst fångar på grunt vatten nattetid. Under dagarna ligger den oftast begravd i bottenmaterialet.

## Fortplantning
Rödspättan leker vanligtvis nära kusten under vintern till vårvintern beroende på geografisk vistelseort. I Nordsjön under januari till april, i Barents hav under mars till maj; i Östersjön kan lekperioden sträcka sig ända från oktober till mars, om vattnet är tillräckligt salt för lek (minst 10–12 ‰). Honan lägger mellan 50 000 och 500 000 ägg. Dessa kläcks efter 10–20 dagar. Larverna är till en början pelagiska och simmar som vanliga fiskar med buken neråt, men vid en ålder av omkring 1–2 månader börjar vänstra ögat vandra åt höger, och de börjar simma med vänstra sidan neråt. Strax därefter söker de sig till botten på grunt vatten. Då mörknar också högersidan, medan vänstersidan blir färglös.
Hanarna blir könsmogna vid 2–4 års ålder, honorna vid 3–4 år. Längre norrut inträffar könsmognaden senare.

## Utbredning
Rödspättan lever i nordöstra Atlantens kustområden, från nordvästra Medelhavet upp över Brittiska öarna till runt Island och längs Norges kust upp till Barents hav och Vita Havet. Den är allmän i Västerhavet och sydvästra Östersjön, mindre vanlig i Egentliga Östersjön, och sällsynt i Bottenhavet. 

## Kommersiell användning
Rödspättan är en god matfisk som framför allt tas med snurrevad och trål. Den tas även med sättgarn och av sportfiskare. Den har fiskats mycket intensivt, som mest 200 000 ton årligen i Europa, men på grund av överfiskning har fångsterna nu minskat. Rödspätta kallas ofta kungsflundra på restauranger och i fiskhandeln.

## Hot
Under historien har intensivt fiske och utvinning av mineralolja i områden där rödspättan fortplantar sig påverkat beståndet negativt. Efter inrättning av skyddszoner ökar hela populationen. IUCN listar arten som livskraftig (LC).